# 1984年ロサンゼルスオリンピックのデンマーク選手団
1984年ロサンゼルスオリンピックのデンマーク選手団（1984ねんロサンゼルスオリンピックのデンマークせんしゅだん）は、1984年7月28日から8月12日にかけてアメリカ合衆国のロサンゼルスで開催された1984年ロサンゼルスオリンピックのデンマーク選手団、およびその競技結果。

## 概要
今大会は銀メダル3個、銅メダル3個の合計6個のメダルを獲得した。

## メダル
| メダル | 選手名             | 競技 | 種目         |
| ------ | ------------------ | ---- | ------------ |
| 銀     | アンネ・イェンセン | 馬術 | 馬場馬術個人 |